# Дискография Татьяны Булановой
Дискография российской певицы Татьяны Булановой включает в себя двадцать семь студийных альбома, девять сборников, один видеоальбом, пятьдесят один сингл и сорок четыре видеоклипа.

## Альбомы

### Студийные альбомы
| Название                                              | Детали                                                                                 |
| ----------------------------------------------------- | -------------------------------------------------------------------------------------- |
| «25 гвоздик» (совместно c группой «Летний сад»)       | - Релиз: 1990 - Лейбл: независимо - Формат: Магнитоальбом                              |
| «Не плачь» (совместно c группой «Летний сад»)         | - Релиз: 1991 - Лейбл: Русский диск - Формат: Магнитоальбом, LP                        |
| «Старшая сестра» (совместно c группой «Летний сад»)   | - Релиз: 1992 - Лейбл: Русский диск - Формат: Магнитоальбом, LP                        |
| «Странная встреча» (совместно c группой «Летний сад») | - Релиз: 1993 - Лейбл: Бекар Records - Формат: LP, CD, кассета                         |
| «Измена» (совместно c группой «Летний сад»)           | - Релиз: 1994 - Лейбл: Бекар Records - Формат: LP, CD, кассета                         |
| «Обратный билет»                                      | - Релиз: 1996 - Лейбл: Союз - Формат: CD, кассета                                      |
| «Моё русское сердце»                                  | - Релиз: 1996 - Лейбл: Союз - Формат: CD, кассета                                      |
| «Стерпится — слюбится»                                | - Релиз: 1997 - Лейбл: Союз - Формат: CD, кассета                                      |
| «Женское сердце»                                      | - Релиз: 1998 - Лейбл: Extraphone - Формат: CD, кассета                                |
| «Стая»                                                | - Релиз: 1999 - Лейбл: Iceberg Music - Формат: CD, кассета                             |
| «Мой сон» (совместно c DJ Цветкоff)                   | - Релиз: 2000 - Лейбл: Real Records, Iceberg Music - Формат: CD, кассета               |
| «День рождения»                                       | - Релиз: 2001 - Лейбл: Grand Records - Формат: CD, кассета                             |
| «Золото любви»                                        | - Релиз: 2001 - Лейбл: Iceberg Music - Формат: CD, кассета                             |
| «Красное на белом»                                    | - Релиз: 2002 - Лейбл: JRC - Формат: CD, кассета                                       |
| «Это игра»                                            | - Релиз: 2002 - Лейбл: Iceberg Music - Формат: CD, кассета                             |
| «Любовь»                                              | - Релиз: 2003 - Лейбл: Artur Music - Формат: CD, кассета                               |
| «Белая черёмуха»                                      | - Релиз: 2004 - Лейбл: АРС Records - Формат: CD, кассета                               |
| «Летела душа»                                         | - Релиз: 2005 - Лейбл: АРС Records - Формат: CD, кассета                               |
| «Люблю и скучаю»                                      | - Релиз: 2007 - Лейбл: Квадро-Диск - Формат: CD, кассета                               |
| «Романсы»                                             | - Релиз: 1 декабря 2010 - Лейбл: Bomba-Piter - Формат: CD                              |
| «Это я»                                               | - Релиз: 29 декабря 2017 - Лейбл: Союз - Формат: Цифровая загрузка, CD                 |
| «Единственный дом»                                    | - Релиз: 6 августа 2020 - Лейбл: United Music Group - Формат: Цифровая загрузка        |
| «Таня, дыши!»                                         | - Релиз: 18 марта 2023 - Лейбл: United Music Group - Формат: Цифровая загрузка, CD, LP |
| «Камео»                                               | - Релиз: 7 марта 2024 - Лейбл: United Music Group - Формат: Цифровая загрузка, CD,     |
| «Припомним юность»                                    | - Релиз: 25 сентября 2024 - Лейбол: United Music Group - Формат: Цифровая загрузка     |
| «Записная книжка»                                     | - Релиз: 14 февраля 2025 - Лейбл: United Music Group - Формат: Цифровая загрузка, CD   |
| «Для тебя»                                            | - Релиз: 25 Апреля 2025 - Лейбол: United Music Group - Формат: Цифровая загрузка, CD   |

### Сборники
| Название                                                | Детали                                                     |
| ------------------------------------------------------- | ---------------------------------------------------------- |
| «Баллады» (совместно c группой «Летний сад»)            | - Релиз: 1993 - Лейбл: независимо - Формат: CD, кассета    |
| «Я сведу тебя с ума» (совместно c группой «Летний сад») | - Релиз: 1995 - Лейбл: Союз - Формат: CD, кассета          |
| «Скоро боль пройдет» (совместно c группой «Летний сад») | - Релиз: 1995 - Лейбл: Союз - Формат: CD, кассета          |
| «The Best»                                              | - Релиз: 1998 - Лейбл: Союз - Формат: CD, кассета          |
| «Летний сон»                                            | - Релиз: 2001 - Лейбл: Iceberg Music - Формат: CD, кассета |
| «Белое на красном»                                      | - Релиз: 2002 - Лейбл: JRC - Формат: CD, кассета           |
| «Коллекция»                                             | - Релиз: 2002 - Лейбл: Союз - Формат: Бокс-сет (4xCD)      |
| «Лучшая»                                                | - Релиз: 14 августа 2018 - Лейбл: Союз - Формат: LP        |

### Видеоальбомы
| Название               | Детали                                    |
| ---------------------- | ----------------------------------------- |
| «Стерпится — слюбится» | - Релиз: 1997 - Лейбл: Союз - Формат: VHS |

## Синглы
Список официальных радио- и цифровых синглов

### Альбомные синглы
| Год  | Название                                                                 | Альбом                                                                   |
| ---- | ------------------------------------------------------------------------ | ------------------------------------------------------------------------ |
| 2003 | «В городе весна» (совместно c группой «Русский размер»)                  | «Цуzамен» (альбом «Русского размера»)                                    |
| 2003 | «Ангел»                                                                  | «Белая черёмуха»                                                         |
| 2004 | «Дожди-пистолеты» (совместно c группой «Звери»)                          | «Белая черёмуха»                                                         |
| 2006 | «Притяжение»                                                             | «Люблю и скучаю»                                                         |
| 2008 | «Люблю и скучаю»                                                         | «Люблю и скучаю»                                                         |
| 2009 | «Ты согрей меня»                                                         | «Это я»                                                                  |
| 2009 | «Бесконечная история»                                                    | «Это я»                                                                  |
| 2010 | «Я не вернусь»                                                           | «Это я»                                                                  |
| 2010 | «Цветок» (совместно c Сергеем Любавиным)                                 | «Любовь моя земная» (альбом Сергея Любавина)                             |
| 2013 | «Как по телу ток»                                                        | «Это я»                                                                  |
| 2013 | «Вбил себе в голову» (совместно c Сашей Поповым)                         | «911» (альбом Саши Попова)                                               |
| 2014 | «Димка»                                                                  | «Это я»                                                                  |
| 2014 | «Папа с нами»                                                            | «Это я»                                                                  |
| 2016 | «Не бойтесь любви»                                                       | «Это я»                                                                  |
| 2017 | «Апрель»                                                                 | «Это я»                                                                  |
| 2017 | «А ты люби» (совместно c Владимиром Ваниным)                             | «Песни о жизни и любви» (альбом Владимира Ванина)                        |
| 2017 | «Не пара» (совместно c Игорем Латышко)                                   | «Таня, дыши!»                                                            |
| 2017 | «Ты и я навсегда»                                                        | «Это я»                                                                  |
| 2017 | «Звездопад» (совместно c Эдгаром)                                        | «Дуэтный альбом» (альбом Эдгара)                                         |
| 2017 | «В доме, где живет моя печаль»                                           | «Это я»                                                                  |
| 2018 | «Ты и я навсегда (O’neill Remix)»                                        | «Это я»                                                                  |
| 2019 | «Колыбельная медведицы» (совместно с группой «Приключения Электроников») | «А ну-ка, девушки» (альбом группы «Приключения Электроников»)            |
| 2019 | «Здравствуй, Новый Год»                                                  | «Контантин Лисичкин. Лучшее» (трибьют-сборник Константина Лисичкина)     |
| 2019 | «Две капельки» (совместно c Мариной Цхай)                                | «Перешла черту» (альбом Марины Цхай)                                     |
| 2020 | «Сто шагов»                                                              | «Камео»                                                                  |
| 2020 | «Ехидна» (совместно c группой «Электрослабость»)                         | «Имена, животные и бабка без квартиры» (альбом группы «Электрослабость») |
| 2021 | «Ранена»                                                                 | «Камео»                                                                  |
| 2022 | «Магия»                                                                  | «Камео»                                                                  |
| 2022 | «Поезда»                                                                 | «Камео»                                                                  |
| 2022 | «Таня, дыши»                                                             | «Таня, дыши!»                                                            |
| 2022 | «Бриллианты на снегу»                                                    | «Таня, дыши!»                                                            |
| 2023 | «Скайп»                                                                  | «Таня, дыши!»                                                            |
| 2023 | «Дадим миру шанс» (совместно c Димом Аленовым)                           | «Пастель. Club_version» (альбом Дима Аленова)                            |
| 2023 | «С тобой одним голосом»                                                  | «Таня, дыши!»                                                            |
| 2023 | «Ты мой космос»                                                          | «Таня, дыши!»                                                            |
| 2023 | «На расстоянии»                                                          | «Таня, дыши!»                                                            |
| 2023 | «Игры» (совместно c Романом Рябцевым)                                    | «Перекрёстки» (альбом Романа Рябцева)                                    |
| 2024 | «Для тебя»                                                               | «Для тебя»                                                               |
| 2024 | «Зеркала» («Лучами, огнями»)                                             | «Камео»                                                                  |
| 2024 | «Любовь не проходит»                                                     | «Для тебя»                                                               |
| 2024 | «Трогательно»                                                            | «Камео»                                                                  |
| 2024 | «Как найти любовь»                                                       | «Припомним юность»                                                       |
| 2024 | «Дождь ледяной»                                                          | «Для тебя»                                                               |
| 2024 | «Встреча в пути»                                                         | «Припомним юность»                                                       |
| 2024 | «Поговори со мною, ночь»                                                 | «Для тебя»                                                               |
| 2024 | «Рано говорить»                                                          | «Припомним юность»                                                       |
| 2024 | «Сердце – точный индикатор»                                              | «Для тебя»                                                               |
| 2024 | «В нашем пути»                                                           | «Припомним юность»                                                       |
| 2024 | «Мой любимый мужчина»                                                    | «Для тебя»                                                               |
| 2024 | «Записная книжка»                                                        | «Записная книжка»                                                        |
| 2024 | «Хочу быть с тобой»                                                      | «Камео»                                                                  |
| 2024 | «Мы с тобой»                                                             | «Для тебя»                                                               |
| 2024 | «Неужели»                                                                | «Записная книжка»                                                        |
| 2024 | «Припомним юность»                                                       | «Припомним юность»                                                       |
| 2024 | «Тайна улыбки»                                                           | «Для тебя»                                                               |
| 2024 | «Одинокое сердце»                                                        | «Записная книжка»                                                        |
| 2024 | «Осень»                                                                  | «Для тебя»                                                               |
| 2024 | «Волшебная страна»                                                       | «Записная книжка»                                                        |
| 2024 | «Заберу в свой плен»                                                     | «Для тебя»                                                               |
| 2024 | «Вместе в Новый год»                                                     | «Записная книжка»                                                        |
| 2024 | «Спасибо, Боже»                                                          | «Записная книжка»                                                        |
| 2024 | «Издалека любить»                                                        | «Записная книжка»                                                        |
| 2024 | «Спрессованы мыслями»                                                    | «Для тебя»                                                               |
| 2025 | «По старому календарю»                                                   | «Для тебя»                                                               |
| 2025 | «Older sister» (совместно c Bulanow)                                     | «Spexy» (альбом Bulanow)                                                 |

### Неальбомные синглы
- 2012 — «Раненые птицы» (совместно c Сергеем Переверзевым)
- 2013 — «Вперёд, Зенит!» (EP совместно c Андреем Ивановым и Дмитрием Рубиным)
- 2013 — «Разведены мосты» (совместно c Александром Иншаковым)
- 2013 — «С этого дня» (совместно c Константином Костомаровым)
- 2014 — «Никогда не говори никогда» (совместно c Александром Ломинским)
- 2015 — «Не плачь (Vengerov & Fedoroff Radio Mix)»
- 2016 — «Прощай, любовь моя» (совместно c Каем Метовым)
- 2017 — «Плачь, любовь»
- 2018 — «Там где остались мы» (совместно c Олегом Попковым)
- 2018 — «Прости, мне не проститься»
- 2019 — «Белые дороги» (совместно с группой «ПараТайн»)
- 2019 — «Питер» (совместно с Алексеем Арабовым)
- 2019 — «Играю в прятки на судьбу»
- 2019 — «Играю в прятки на судьбу (Special Edition)»
- 2019 — «Свой» (совместно c Олегом Попковым)
- 2019 — «В Сокольниках» (совместно c Павлом Соколовым)
- 2020 — «Самый красивый цветок» (совместно с Фёдором Чистяковым)
- 2020 — «Играю в прятки на судьбу» (совместно с Тёмой Носулей)
- 2020 — «Семейный альбом» (совместно c Алиной Делисс)
- 2020 — «Шанс на любовь» (совместно c Алиной Делисс)
- 2020 — «Я буду думать о хорошем»
- 2020 — «Городок около моря» (совместно c Андреем Косинским)
- 2020 — «Ясный мой свет (Velum Remix)»
- 2020 — «Сосчитай до трёх» (совместно c Иваном Ильюшихиным)
- 2020 — «Разные судьбы» (совместно c Артёмом Анчуковым)
- 2021 — «Пожелай»
- 2021 — «Мосты» (совместно c Артёмом Анчуковым)
- 2021 — «Две мелодии сердца» (совместно c Иваном Ильюшихиным)
- 2021 — «Lego» (совместно c Денисом Фатеевым)
- 2022 — «Россия – это мы» (совместно c Юлианой Ян, Сергеем Рогожиным, Виктором Салтыковым, Светланой Лазаревой и Светланой Рерих)
- 2022 — «Молитва» (совместно c Мехди Эбрагими Вафа)
- 2022 — «До свидания» (совместно c Gonopolsky)
- 2022 — «Я буду искать тебя»
- 2022 — «Жми на Delete» (совместно c Алексеем Бизоном)
- 2023 — «Дадим миру шанс» (совместно c Димом Аленовым)
- 2023 — «Ты взрослая» (совместно c Gonopolsky)
- 2023 — «Скользкий пол» (совместно c Gonopolsky)
- 2023 — «Разгуляй» (совместно c Еленой Шевченко)
- 2023 — «Чужая тачка» (совместно c Gonopolsky)
- 2023 — «Огнём» (совместно c Никитой Балакшиным)
- 2023 — «Белый-синий-красный» (совместно c Юлианой Ян, Сергеем Рогожиным, Светланой Рерих и группой «ТНЛ51»)
- 2023 — «Мир под названием любовь»
- 2023 — «Я научилась прощать»
- 2023 — «Серая осень» (кавер на Lily Beth)
- 2023 — «Парадокс» (совместно c А-Чернышевым)
- 2023 — «Без границ» (совместно c Сергеем Рогожиным и группой «ТНЛ51»)
- 2023 — «Лего»
- 2023 — «Ангел мой»
- 2024 — «Тагил» (совместно cо SNU)
- 2024 — «Ты моя жизнь» (совместно c Сергеем Коротковым)
- 2024 — «Любимые глаза» (совместно c Алексеем Майером)
- 2024 — «Слова любви» (совместно c Добровольским)
- 2024 — «Мама моя милая»
- 2024 — «Привет» (совместно c Геной Селезнёвым)
- 2024 — «Миллионы новых друзей» (совместно c Оксаной Почепой, Алисой Вокс, Анной Кведар, Ольгой Шестаковой, Львом Чупаченко и Сергеем Мавриным)
- 2024 — «Белый лебедь над полесьем»
- 2024 — «Только с ним»
- 2024 — «Тебя люблю» (совместно c группой «ТНЛ51»)
- 2024 — «Эра Водолея»
- 2024 — «Я в этом мире расцвела»
- 2024 — «А я всё та же»
- 2024 — «Тебя люблю (Piano Version)» (совместно c группой «ТНЛ51»)
- 2024 — «Ты моя жизнь (Lemaro Remix)» (совместно c Сергеем Коротковым)
- 2025 — «Прощай, хороший мой!»
- 2025 — «Другого не надо» (совместно с Игорем Кибиревым)
- 2025 — «Милый»
- 2025 — «Навеки» (совместно c Сергеем Любавиным)
- 2025 — «Жизнь» (совместно с Nellie Pand)
- 2025 — «Я не буду спать»

## Участие в релизах
| Год  | Релиз                                                               | Песни |
| ---- | ------------------------------------------------------------------- | --- |
| 2002 | «Антиальбом» («Кардинал»)                                           | «Антилюбовь», «Сдохни, вампир», «Пусть всегда будет солнце?», «Мама, это я», «Антилюбовь (Radio Edit)»,«Мама, это я (Radio Edit)», «Пусть всегда будет солнце? (Hard Mix)» (все песни – совместно c группой «Кардинал») |
| 2009 | «25 лет. Юбилейный концерт» (Надежда Кадышева)                      | «Белый конь – чёрный конь» |
| 2011 | «Дуэты» (Сергей Пенкин)                                             | «Мечты» (совместно c Сергеем Пенкиным) |
| 2015 | «Кентервильское привидение» (Разные исполнители)                    | «Замок (Песня Вирджинии)», «Любовь (Разговор Вирджинии с привидением)» (совместно c Михаилом Боярским), «Улетай! (Финальная песня)» (совместно c М. Боярским, Юрием Гальцевым, Максимом Леонидовым и Вадимом Каревым)   |
| 2016 | «Ноль+30» (Фёдор Чистяков)                                          | «Человек и кошка» (совместно c Фёдором Чистяковым) |
| 2017 | «Иллюминатор. Песни на стихи Ильи Кормильцева» (Разные исполнители) | «Одинокая птица» (совместно с группой «Сонце-Хмари») |
| 2017 | «Тальков И. 25 лет тишины» (Разные исполнители)                     | «Прощальный день» |
| 2018 | «Торжество любви» (Виктор Тартанов)                                 | «Торжество любви» (совместно c Виктором Тартановым) |
| 2018 | «Новый день» (Кеша Калужский)                                       | «Встреча» (совместно c Кешей Калужским) |
| 2019 | «Erika. Interpreter Johann Chan» (Иоганн Хан)                       | «Свадьба» |
| 2019 | «Нате, кушайте. Часть 2. Медовик» («Гудтаймс»)                      | «Грустные песни» (совместно c группой «Гудтаймс») |
| 2019 | «Юбилейный» (Михаил Боярский)                                       | «Сколько стоит любовь», «Единственный дом» (обе песни – совместно c Михаилом Боярским) |
| 2020 | «Пойдём со мной» (Елена Тальковская)                                | «Пойдём со мной» (совместно с Еленой Тальковской) |
| 2022 | «Тыгыдым» («Пилот»)                                                 | «Архангельск» (совместно с группой «Пилот») |
| 2024 | «Перекрёстки» (Роман Рябцев)                                        | «Игры», «Питер» (обе песни – совместно c Романом Рябцевым) |
| 2024 | «Не остыл» (1N3Y)                                                   | «Эйфория» (совместно c 1N3Y) |
| 2025 | «Слушай воздух» (Роман Рябцев)                                      | «Полчаса» (совместно c Р. Рябцевым) |
| 2025 | «Дети удачи» (Анатолий Полотно и Федя Карманов)                     | «Ты мне позвони» (совместно c Анатолием Полотно) |

## Видеоклипы
| Год  | Название                                                        | Режиссёр                              |
| ---- | --------------------------------------------------------------- | ------------------------------------- |
| 1991 | «Не плачь»                                                      | Андрей Базанов                        |
| 1992 | «Как жаль»                                                      | Олег Гусев                            |
| 1993 | «Синее море»                                                    | неизвестен                            |
| 1994 | «Только ты»                                                     | Владимир Шевельков                    |
| 1994 | «Плачу»                                                         | Светлана Бархатова                    |
| 1996 | «Ясный мой свет»                                                | Владимир Шевельков                    |
| 1997 | «Мой ненаглядный»                                               | Владимир Шевельков                    |
| 1997 | «Коростель»                                                     | Борис Деденев                         |
| 1997 | «Вот и солнце село»                                             | Владимир Шевельков                    |
| 1997 | «Стерпится — слюбится»                                          | Борис Деденев                         |
| 1998 | «Ледяное сердце»                                                | Владимир Шевельков                    |
| 1999 | «Ветер пел»                                                     | Александр Солоха                      |
| 1999 | «Мёртвые цветы»                                                 | Александр Солоха                      |
| 2000 | «Мой сон»                                                       | Александр Игудин                      |
| 2000 | «Лето — зима»                                                   | Александр Игудин                      |
| 2000 | «Лето — зима (Latrack Extasy Techno Mix)»                       | Александр Игудин                      |
| 2001 | «Тебя люблю»                                                    | Александр Игудин                      |
| 2001 | «Золотая пора»                                                  | Александр Игудин                      |
| 2001 | «Ты не люби его»                                                | Александр Игудин                      |
| 2002 | «Да — это нет»                                                  | Татьяна Буланова                      |
| 2002 | «Просто ветер» (совместно c Павлом Соколовым)                   | В. Удальцов                           |
| 2003 | «Позвони»                                                       | Валерий Хаттин                        |
| 2003 | «Любила только тебя»                                            | Виктор Бондарюк                       |
| 2003 | «Вот такие дела»                                                | Александр Игудин                      |
| 2004 | «Белая черёмуха»                                                | Александр Игудин                      |
| 2004 | «Ангел»                                                         | Валерий Хаттин                        |
| 2004 | «Осени в глаза»                                                 | Александр Смирнов                     |
| 2005 | «Летела душа»                                                   | Александр Смирнов                     |
| 2006 | «Люблю и скучаю»                                                | Наталья Адрианова                     |
| 2010 | «Цветок» (совместно c Сергеем Любавиным)                        | Евгений Курицын                       |
| 2012 | «Раненые птицы» (совместно c Сергеем Переверзевым)              | Сергей Переверзев                     |
| 2013 | «С этого дня» (совместно c Константином Костомаровым)           | Lex Rusakoff                          |
| 2013 | «Разведены мосты» (совместно c Александром Иншаковым)           | Александр Игудин                      |
| 2014 | «Никогда не говори никогда» (совместно c Александром Ломинским) | Студия «Другие»                       |
| 2015 | «Детство»                                                       | Олег Гусев                            |
| 2016 | «Не бойтесь любви»                                              | Олег Гусев                            |
| 2018 | «В доме, где живёт моя печаль»                                  | Рустам Романов                        |
| 2019 | «Играю в прятки на судьбу»                                      | Александр Игудин                      |
| 2019 | «Две Капельки» (совместно c Мариной Цхай)                       | Игорь Сорокин                         |
| 2020 | «Единственный дом»                                              | Катя Иванова                          |
| 2020 | «Ехидна» (совместно c группой «Электрослабость»)                | неизвестен                            |
| 2022 | «Таня, дыши»                                                    | Игорь Латышко                         |
| 2024 | «Записная книжка»                                               | Александр Однорал, Владимир Пьянников |